# 王緯 (成化進士)
王緯（1458年—？），字廷文，别號草窓，河南開封府祥符縣人，民籍，明朝政治人物。

## 生平
河南鄉試第三十三名舉人。成化二十三年（1487年）中式丁未科三甲第十一名進士。歷官工部主事，改兵部主事、員外郎、郎中，終山西布政使司右參議，卒於官。

## 家族
曾祖王成；祖父王和，贈禮科給事中；父王豫，布政使司參議。母劉氏（封孺人）。慈侍下。